# Eleonora Marie von Lüttichau
Eleonora Marie von Lüttichau, gift von Witzleben (14. april 1669 i Güstrow – 13. januar 1746) var en tysk adelsdame.
Hun var datter af mecklenburg-güstrowsk overhofmester Wulf Kasper von Lüttichau til Duben (i Kursachsen) og Eva Marie f. von Oertzen og blev hofmesterinde hos prinsesse Charlotte Amalie og dame de l'union parfaite 1736.
Hun blev 1. september 1713 på Frederiksborg Slot viet til Adam Levin von Witzleben. Ægteskabet var barnløst.